# Seegefecht bei Barbados
Das Seegefecht bei Barbados (englisch: Battle off Barbados) war ein Gefecht am 7. März 1778, während des Amerikanischen Unabhängigkeitskrieges, zwischen einer kleinen amerikanischen Flottille und einem britischen Linienschiff bei der Insel Barbados. Hierbei explodierte die amerikanische Fregatte Randolph, wobei 301 Mann ihrer Besatzung getötet wurden, was bis zum Untergang des Schlachtschiffes Arizona, während des japanischen Angriffes auf Pearl Harbour im Dezember 1941, die höchste Anzahl an Toten eines einzelnen US-amerikanischen Kriegsschiffes in Kriegszeiten waren.

## Vorgeschichte

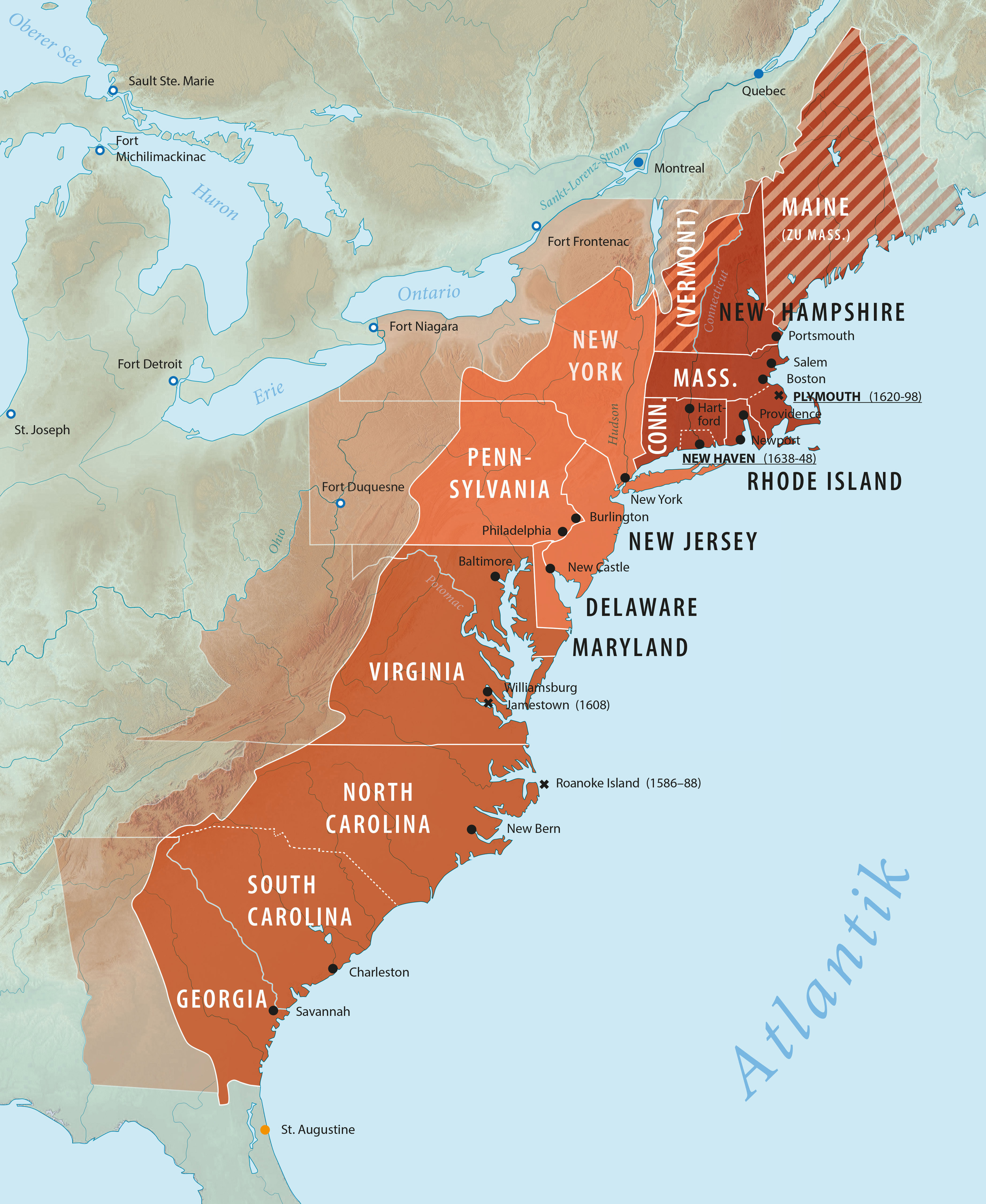
Die 13. Kolonien

Am 19. April 1775 kam es zu ersten Gefechten zwischen Einheiten der dreizehn rebellierenden nordamerikanischen Kolonien Großbritanniens und regulärer britischer Truppen, was als Beginn des Amerikanischen Unabhängigkeitskrieges angesehen wird. Im August des gleichen Jahres wurde durch den Kontinentalkongress offiziell die Kontinentalmarine (engl. Continental Navy) gegründet und im November ein Bauprogramm für dreizehn Fregatten bewilligt.
Eine dieser Fregatten war die im Dezember 1776 vom Stapel gelaufene Randolph (36 Kanonen), welche seit etwa Mitte 1777 vom Hafen der Stadt Charleston (dem damaligen Charles Town) in South Carolina operierte. Sie wurde dabei durch den aus Philadelphia stammenden 26-Jährigen Seemann Nicholas Biddle kommandiert. Einem der ersten fünf Captains der Kontinentalmarine, welcher als Midshipman zwischen 1770 und 1773 in der britischen Marine diente und zusammen mit dem späteren britischen Seehelden Horatio Nelson an der erfolglosen Arktis-Expedition von Constantine Phipps zur Erforschung der Nordostpassage teilgenommen hatte.
Gegen Ende 1777 erhielt Captain Biddle, durch den Präsidenten von South Carolina John Rutledge, den Auftrag, die sich im Seegebiet vor Charleston befindlichen britischen Schiffe zu vertreiben, um mehreren im Hafen der Stadt liegenden Handelsschiffen ein Auslaufen zu ermöglichen. Hierfür wurden Biddle die Schiffe General Moultrie (20 Kanonen), Notre Dame (16 Kanonen), Fair American (14 Kanonen) und Polly (12 Kanonen) der South Carolina State Navy unterstellt.
Am 14. Februar 1778 verließ die Randolph zusammen mit den anderen Schiffen den Hafen, um die britischen Blockadekräfte anzugreifen. Man musste aber feststellen, das sich keine feindlichen Schiffe im Seegebiet vor Charleston aufhielten und so nahm die amerikanische Flottille Kurs auf die Westindischen Inseln, um dort den britischen Handel zu stören. Während der Fahrt konnten am 16. Februar und 4. März jeweils ein britisches Schiff gekapert werden, wobei das Erste, eine Brigg, verbrannt und das Zweite, ein Schoner, dem amerikanischen Verband als Tender hinzugefügt wurde. Weitere Prisen konnten nicht genommen werden, da Informanten die Briten über das Auslaufen des amerikanischen Verbandes informiert hatten, weshalb britische Handelsschiffe das Seegebiet mieden oder gleich im Hafen blieben.
Die britische Marine war aber weiterhin aktiv, darunter das Linienschiff Yarmouth (64 Kanonen). Dieses 1745 vom Stapel gelaufene Schiff, wurde von dem etwa 54-Jährigen Nicolas Vincent kommandiert. Einem erfahrenen Seemann, dessen Karriere aber zwischen 1758 und 1763 einen Knick erhalten hatte, da er wegen einer vermeidlichen Befehlsverweigerung als Kommandant des Linienschiffes Weymouth,  während der Seeschlacht von Cuddalore im April 1758, aus dem Dienst der Marine entlassen worden war.

## Das Gefecht

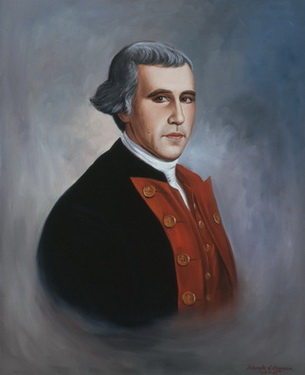
Captain Nicholas Biddle

Das amerikanische Geschwader befand sich am 7. März 1778 bei klarem Wetter 50 Leugen (etwa 300 Kilometer) östlich von Barbados, als gegen 13 Uhr ein Segel am nördlichen Horizont ausgemacht wurde. Da aber die Yarmouth noch zu weit entfernt war, konnten die Amerikaner nicht feststellen, ob es sich um ein Handels- oder Kriegsschiff handelte. Daher signalisierte Captain Biddle den anderen amerikanischen Schiffen der Randolph zu folgen und setzte Kurs auf die Yarmouth. Der nur schwach wehende Wind ließ die amerikanischen Schiffe nur langsam vorankommen, sodass man erst nach Einbruch der Dunkelheit näher kam. Auf der Yamouth wurden die amerikanischen Schiffe etwa kurz nach 17 Uhr bemerkt. Weitere zwei Stunden später konnten die Amerikaner die Yarmouth beim Scheinen eines Viertelmondes sicher als britisch identifizieren. Die Randolph hielt ungefähr den gleichen Kurs wie das britische Linienschiff und hatte die Segelfläche reduziert, damit dieses aufholen konnte. Währenddessen befanden sich die General Moultrie bzw. Notre Dame östlich und die Polly, Fair American und der gekaperte Schoner weit westlich der Randolph.
Kurz nach 21 Uhr hatte die Yarmouth die General Moultrie eingeholt, konnte damit erstmals von den Amerikanern sicher als Linienschiff identifiziert werden und forderte das amerikanische Schiff auf sich zu identifizieren. Dieses gab sich daraufhin als loyalistisches Schiff aus New York aus, was von Seiten der Briten wohl akzeptiert wurde, da man sich anschließend auf die Randolph fokussierte und zu dieser aufschloss. Die Randolph wurde ebenfalls aufgefordert sich zu identifizieren, was dieses mit dem Ruf Kontinental Fregatte Randolph, dem Hissen der amerikanischen Kriegsflagge und dem Abfeuern einer Breitseite ihrer Steuerbordkanonen beantwortete. Insgesamt wurden von der Randolph ganze drei Breitseiten auf die Yarmouth abgefeuert, bis diese mit einer antwortete.
Die anderen amerikanischen Schiffe waren in dieser Zeit aber auch nicht untätig. Während die Notre Dame das Heck des britischen Linienschiffes querte und in deren Heckspiegel schoss, was auf Grund des geringen Kalibers ihrer Kanonen aber keine nennenswerte Schäden verursachte, wurde von der General Moultrie wahllos in die Richtung der Randolph und Yarmouth gefeuert, bis deren Kommandanten gemeldet wurde, dass damit hauptsächlich die Randolph getroffen wurde (Friendly Fire). Die beiden abseits stehenden Schiffe Fair American und Polly begannen sich derweil näher an das Gefecht heranzuschieben.
Auf Grund der gut trainierten Geschützbesatzungen der Randolph, ein zu dieser Zeit eher unüblicher Umstand bei der amerikanischen Marine, hatte die Yarmouth einige Schäden an ihrer Takelage einstecken müssen. Beide Schiffe waren aber so nah, dass amerikanische wie britische Marineinfanteristen mit ihren Musketen auf die jeweils andere Besatzung feuern konnten. Derweil führten beide Kommandanten ihre Schiff von ihrem jeweiligen Achterdecks aus, wobei Captain Biddle, durch eine während des Kampfes zugefügte Verletzung am Bein, dies sitzend in einem Stuhl tat.
Plötzlich wurde die amerikanische Fregatte durch eine Explosion ihrer Pulverkammer zerstört, wobei Trümmer von dieser auf die Yarmouth fielen und weitere Schäden verursachten. Ob diese Explosion durch einen Treffer der Yarmouth oder einen Unfall bzw. unsachgemäßen Umgang mit Feuer an Bord der Randolph erfolgte, konnte nie geklärt werden. Aber sie führte zum sofortigen Abbruch des Gefechts durch die anderen amerikanischen Schiffe, welche sich in verschiedene Richtung in die Nacht absetzten. Eine Verfolgung wurde durch die Yarmouth versucht, aber die erlittenen Schäden, vor allem an der Takelage, ließen diese nicht Erfolgversprechend sein.

## Nachwirkungen
Die Vernichtung der Randolph und vor allem der Tod ihres Kommandanten war für die amerikanische Marine ein herber Schlag, welcher besonders in Charleston betrauert wurde. Insgesamt hatten die Amerikaner 301 Tote zu beklagen, während es bei den Briten nur 5 Tote und 12 Verwundete gab.
Weitere vier Mann der Besatzung der Randolph wurden durch die Yarmouth fünf Tage später treibend im Meer gefunden. Bei diesen handelte es sich um die Bedienmannschaft eines der Geschütze in der Kajüte von Captain Bittle. Diese waren bei der Explosion aus dem Schiff geschleudert worden und hatten nur überlebt, da sie sich aus auf dem Meer schwimmenden Wrackteilen ein kleines Floss bauten und mit einer Wolldecke Regenwasser auffingen, welches sie aus dieser saugen konnten.